# Canton de Guéret-Sud-Ouest
Le canton de Guéret-Sud-Ouest est une ancienne division administrative française située dans le département de la Creuse et la région Limousin.

## Géographie
Ce canton est organisé autour de Guéret dans l'arrondissement de Guéret. Son altitude varie de 350 m (Guéret) à 690 m (La Chapelle-Taillefert) pour une altitude moyenne de 491 m.

## Histoire
Le canton a été créé en 1973.
Conseillers généraux de l'ancien canton de Guéret
| Période | Période | Identité         | Étiquette    | Qualité            |
| ------- | ------- | ---------------- | ------------ | ------------------ |
| 1958    | 1970    | Auguste Tourtaud | PCF          | Député (1946-1958) |
| 1970    | 1973    | Guy Beck         | SFIO puis PS | Député (1973-1978) |

## Administration
| Période | Période | Identité              | Étiquette | Qualité |
| ------- | ------- | --------------------- | --------- | --- |
| 1973    | 1982    | Guy Beck              | PS        | Retraité du corps préfectoral Député (1973-1978) Maire de Guéret (1977-1978)                                               |
| 1982    | 1994    | Liliane Robert        | PS        | Première adjointe au maire de Guéret                                                                                       |
| 1994    | 2001    | Pierre-Henri Gaudriot | UDF       | Chef d'entreprise à Guéret                                                                                                 |
| 2001    | 2015    | Éric Jeansannetas     | PS        | Professeur des écoles Premier adjoint au Maire de Guéret Sénateur depuis sept. 2014 Elu en 2015 dans le Canton de Guéret-2 |

## Composition
Le canton de Guéret-Sud-Ouest groupe 5 communes et compte 5 348 habitants (recensement de 2007 population municipale).
| Communes               | Population (2012) | Code postal | Code Insee |
| ---------------------- | ----------------- | ----------- | ---------- |
| La Chapelle-Taillefert | 366               | 23000       | 23052      |
| Guéret                 | 14 066 (1)        | 23000       | 23096      |
| Savennes               | 218               | 23000       | 23170      |
| Saint-Christophe       | 126               | 23000       | 23186      |
| Saint-Victor-en-Marche | 357               | 23000       | 23248      |

(1) fraction de commune.

## Démographie
| 1975 | 1982 | 1990  | 1999  | 2006  | 2011  | 2012  |
| ---- | ---- | ----- | ----- | ----- | ----- | ----- |
| -    | -    | 5 820 | 5 584 | 5 219 | 5 226 | 5 177 |